# 乌发电影公司
全球电影股份公司（德語：Universum Film AG），通称乌发电影公司（德語：UFA）是德国的一家电影公司，成立于1917年12月18日。乌发电影公司经历了威玛共和国、纳粹德国及第二次世界大战存续至今，是德国历史最为悠久的制片企业之一。

## 历史

### 成立（1917年）
乌发电影公司的成立初衷是为了反击外国电影公司在一战期间对德国的诋毁宣传。以埃米尔·格奥尔格·冯·斯特劳斯为首的德意志银行董事会财团合并了巴貝爾堡攝影棚、北方电影等几家德国的的商业制片厂，于1917年12月18日成立了乌发电影公司，以制作政治宣传及宣教影片。

### 財困时代（1918年-1933年）
由於當時德國電影進口基本上被受限制，公司在當時未有受到外來競爭。而在成立早期，曾因為是否走商業影片的路線而引起爭論。至1921年，終於推出了公司首批的商業電影。
1927年，公司遭遇財政困難。這是因為賣埠收益不足，加以德國本土市場萎縮所致。結果由德国国家人民党的黨魁阿爾弗雷德·胡根貝格收購。自此營運狀況有所改善。

### 国有化（1933年-1945年）

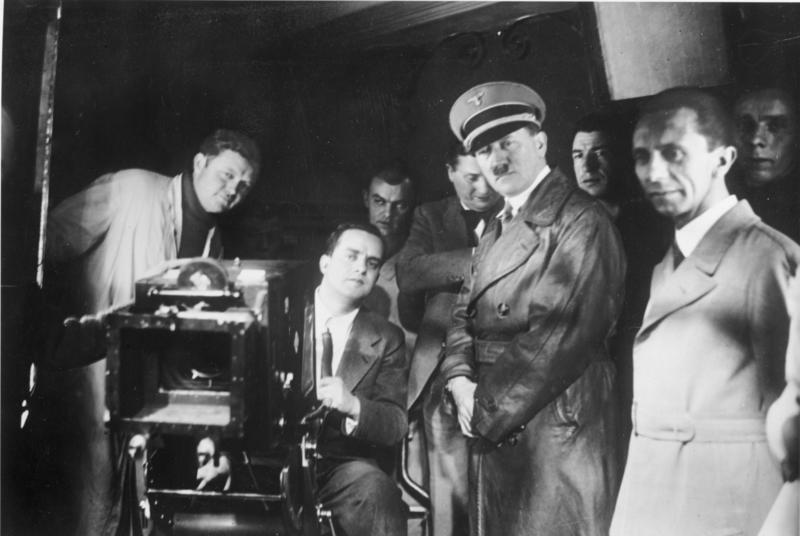
1935年希特勒和戈培尔参观乌发电影公司

在納粹時代，公司於1933年1月30日成為納粹旗下的一個機構，主力為納粹進行宣傳。這段時間公司在納粹的保護下大幅擴張，並且不斷把公司裡的猶太人，一一掃地出門。

## 脚注
1. ↑  Deutsches Historisches Museum （页面存档备份，存于） (abgerufen am 14. Februar 2010)